# 天祥集团
天祥集团公司（Intertek Group plc）是一家总部位于英国伦敦的品管和安全服务公司，提供保障、检验、测试和认证服务。

## 历史
其前身为1890年代卡莱布·布雷特（Caleb Brett）成立的一家海洋测量公司、1888年米尔顿·赫西（Milton Hersey）成立的一个测试实验室和1896年托马斯·爱迪生建立的一个灯具测试中心。这些企业在1980年代和1990年代初被英之傑收购。
1996年，英之傑测试服务（Inchcape Testing Services）被查特豪斯资本（Charterhouse Capital Partners）收购，更名为Intertek。
2000年，公司被查特豪斯资本剥离，2002年在伦敦证券交易所上市。
2010年4月，Intertek收购Ciba Expert Services的环境、安全、测试和监管业务。
2007年9月19日，Intertek 宣布收购国家软件测试实验室（National Software Testing Laboratories）。
2011年4月，公司收购穆迪国际。

## 运营
该公司是世界上最大的消费品测试机构，在大约100个国家或地区拥有1,000多个实验室。